# Небосвод

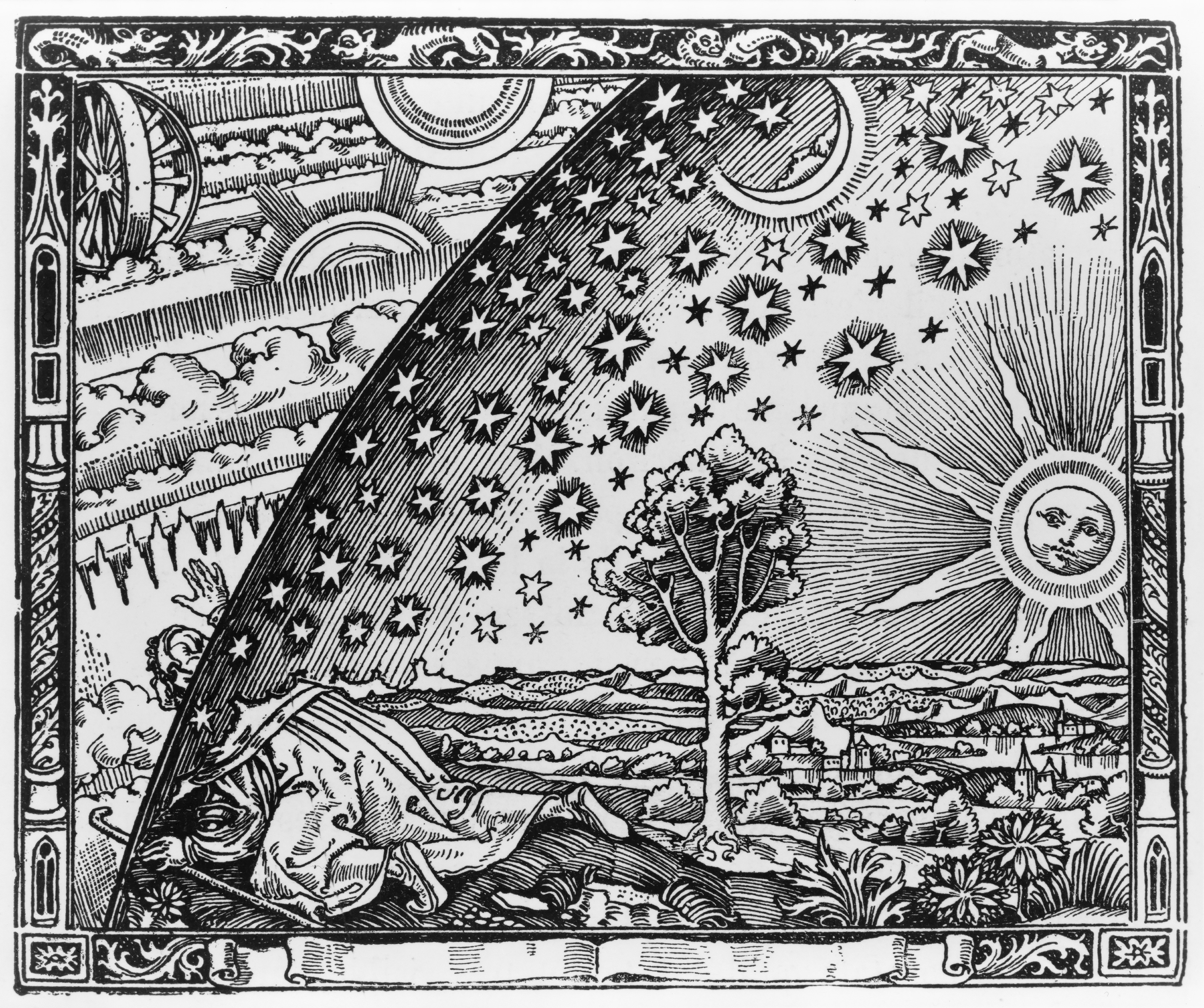
Гравюра (1888 г.), изображающая путешественника, проскользнувшего под небосводом у края плоской земли: «Средневековый миссионер говорит, что он нашёл точку, где соприкасаются небо и Земля.»

Небосво́д — открытое со всех сторон небо над горизонтом в виде свода (купола).
С физической точки зрения небосвод образован частью сферической атмосферы Земли, светящейся под воздействием космических излучений.

## Этимология и история
Слово образовано двумя словами небо и свод. То, что эти слова сложились в одно целое — не случайно. Когда-то люди считали, что земля плоская, а небо закрывает её, как своеобразный купол — полусфера. Или иначе — свод.
В древней мифологии небосвод рассматривался как «небесная твердь».
Производные: небосклон — часть небосвода.

## Небосвод в литературе и поэзии
- Слово «небосвод» любимо многими выдающимися литераторами и поэтами. Оно имеет не только физический, но и явный поэтический, отличный от обыденного смысл.

Не соревнуюсь я с творцами од, 

Которые раскрашенным богиням 

В подарок преподносят небосвод 

Со всей землей и океаном синим. 

У. Шекспир, Сонет 21 (в переводе С. Я. Маршака)

Одно только звездное небо, 

Один небосвод недвижим, 

Спокойный и благостный, чуждый 

Всему, что так мрачно под ним. 

И. А. Бунин, 1896

Серебром холодной зари 

Озаряется небосвод, 

Меж Стамбулом и Скутари 

Пробирается пароход. 

Н. С. Гумилёв, «Сентиментальное путешествие», 1920—1921.

- Особое внимание к звучанию этого слова и его символичности проявляли поэты начала XX века, особенно сторонники символизма:

Мне снятся караваны, 

Моря и небосвод, 

Подводные вулканы 

С игрой горячих вод. 

К. Д. Бальмонт.

Он смотрит на планету,

Как будто небосвод

Относится к предмету 

Его ночных забот. 

Б. Л. Пастернак, «Ночь».

По представлениям некоторых северных народов, видимый небосвод был нижней частью многослойного верхнего мира. Солнце, луна, планеты, созвездия и отдельные звезды воспринимались по-разному: как живые существа, как корни деревьев, проросшие сквозь небосвод или в виде отверстия и т. д. Небосвод был сценой действия эпических героев, устранявших «лишние» светила и восстанавливающих нормальные условия жизни для всего живого. Небесный свод в германских сказаниях мог уподобляться стеклянной горе (где облака — скот, дождь — молоко, и т.п.).